# Прилепи (Хомутовський район)
Прилепи (рос. Прилепы) — село в Хомутовському районі Курської області Російської Федерації.
Населення становить 210 осіб. Входить до складу муніципального утворення Сальновська сільрада.

## Історія
Населений пункт розташований на території українського етнічного та культурного краю Східна Слобожанщина.
Від 2004 року входить до складу муніципального утворення Сальновська сільрада.

## Населення
| 2002 | 2010 |
| ---- | ---- |
| 257  | ↘210 |